# Kilperik II.
Kilperik II. (oko 670. – Noyon, 721.), franački kralj od 715. – 721. godine
Poslije smrti kralja djeteta Dagoberta III. 715. godine Ragenfrid proglašava Kilperika II. u Neustriji za kralja Franaka. Do toga događaja novi kralj je bio mirno živio u samostanu gdje je bio živio povučeno još od kada mu je otac Kilerik II. bio ubijen 675. godine. Ragenfrid koji je očekivao da je svojim izborom kralja od 45 godina koji nikada nije ima političko iskustvo stekao poslušnika ubrzo postaje iznenađen pošto novi kralj se odlučuje na direktno vođenje bitaka radi priznavanja svoje vlasti u Asturiji. Tamo se njemu protivila Plektruda žena od Pipina kao i njegov vanbračni sin Karlo Martel. U ovom ratu svih protiv svih borbe u ratu za ujedinjenje države Kilperik II. i Plektruda će biti potučeni 717. godine, a njihov pobjednik će za novog kralja proglasiti Klotar IV. Taj uzurpator će biti potučen već sljedeću godinu, a onu potom će ubrzo prirodno ili ne umrijeti. Bez obzira na tu smrt Karlo Martel nije odustao nego u vojnim kampanjama 718. i 719. godine potpuno uništava vojsku Kilperika II. koji je prisiljen nakon tih katastrofa prepustiti svu stvarnu vlast u državi Karlu Martelu. Samo godinu dana nakon toga on umire.  Tijekom te posljednje godine "vlasti" njegov posljednji prijatelj grof Odo u bitci za Toulouse pobjeđuje prvu arapsku invaziju Franačke. Poslije kraljeve smrti na njegovo prijestolje Karlo Martel stavlja kralja "sjenku" Teodorika IV. Bez obzira na to posljednji merovinški kralj će biti njegov sin Kilderik III.
| Prethodnik:                 | Franački kraljevi | Nasljednik:                |
| Dagobert III. (711. – 715.) | Franački kraljevi | Teodorik IV. (721. – 735.) |